# Walter Laqueur
Walter Laqueur Ze'ev, nascut el 26 de maig del 1921 a Breslau, Alemanya (en l'actualitat Wrocław a Polònia) originari d'una família jueva, és un historiador nord-americà i columnista polític.
ep! Cal actualitzar, va morir el 2018!!

## Biografia
En 1938 Laqueur se'n va d'Alemanya cap al Mandat Britànic de Palestina. Els seus pares, que no van poder sortir, van morir durant l'Holocaust. Va viure a Palestina/Israel entre 1938 i 1953 i després al Regne Unit i als Estats Units.
Va ser Director de l'Institut d'Història Contemporània i de la Biblioteca Wiener a Londres des de 1965 fins a 1994. Va fundar i va editar el Journal of Contemporary History amb George Mosse, Survey de 1956 a 1964 i els Washington Papers. A partir de 1969 va ser membre i president (fins al 2000), de l'Internacional Research Council CSIS Washington. Va ser professor d'història de les idees a la Brandeis University del 1968 a 1972 i professor de la Universitat de Georgetown de 1976 a 1988. Va ser professor associat d'història i política a Harvard a la Universitat de Chicago a la Universitat de Tel-Aviv i a la Universitat Johns Hopkins.
Les seves principals obres tracten sobre la Història d'Europa als segles XIX i XX, especialment sobre la Història de Rússia, la Història d'Alemanya i la història de l'Orient Mitjà. Ha escrit sobre nombrosos temes: el moviment juvenil alemany, el sionisme, la Història d'Israel, la història cultural de la República de Weimar i de Rússia el comunisme, l'Holocaust, el feixisme i història diplomàtica de la Guerra Freda.
Els seus llibres han estat traduïts a molts idiomes i és un dels fundadors de l'estudi de la violència política de la guerrilla i del terrorisme. Els seus comentaris sobre els afers internacionals s'inclouen en molts diaris americans i europeus.

### Com a autor

#### Edicions originals
- (anglès) Communism and Nationalism in the Middle East, Londres, Routledge & Paul 1956.
- (anglès) Nasser's Egypt, Londres : Weidenfeld and Nicolson, 1957.
- (anglès) The Middle East in Transition: Studies in Contemporary History, New York : Praeger, 1958.
- (anglès) The Soviet Union and the Middle East, Londres, Routledge K. Paul 1959.
- (anglès) Young Germany: a History of the German Youth Movement, New York : Basic Books, 1962.
- (alemany) Neue Welle in der Sowjetunion : Beharrung und Fortschritt in Literatur und Kunst, Wien : Europa Verlag, 1964.
- (anglès) Russia and Germany; A Century of Conflict, Londres, Weidenfeld & Nicolson 1965.
- (anglès) The Fate of the Revolution: Interpretations of Soviet History, Londres : Weidenfeld & Nicolson, 1967, rééd. New York : Scribner's, 1987. ISBN 0-684-18903-8
- (anglès) The Road to Jerusalem; The Origins of the Arab-Israeli Conflict, 1967, New York, Macmillan 1968.
- (anglès) The Road to War, 1967: the Origins of the Arab-Israel Conflict, Londres : Weidenfeld & Nicolson, 1969.
- (anglès) The Struggle for the Middle East: the Soviet Union in the Mediterranean, 1958-1968, Londres : Routledge & Kegan Paul, 1969.
- (alemany) Co-écrit avec George L. Mosse, Linksintellektuelle zwischen den beiden Weltkriegen, München : Nymphenburger Verlagshandlung, 1969.
- (anglès) Europe Since Hitler, Londres : Weidenfeld & Nicolson, 1970.
- (anglès) A Dictionary of Politics, Londres : Weidenfeld & Nicolson, 1971. ISBN 0-297-00091-8
- (anglès) Out of the Ruins of Europe, New York : Library Press, 1971. ISBN 0-912050-01-2
- (anglès) A History of Zionism, Londres, Weidenfeld and Nicolson, 1972.
- (anglès) Neo-Isolationism and the World of the Seventies, New York: Library Press, 1972. ISBN 0-912050-38-1
- (anglès) Confrontation: the Middle-East War and World Politics', Londres : Wildwood House, 1974. ISBN 0-7045-0096-5
- (anglès) Weimar, a Cultural History, 1918-1933, Londres : Weidenfeld and Nicolson, 1974. ISBN 0-297-76574-4
- (anglès) Terrorism, Boston : Little, Brown, 1977. ISBN 0-316-51470-5
- (anglès) Guerrilla: a Historical and Critical Study, London : Weidenfeld and Nicolson, 1977. ISBN  0-297-77184-1
- (anglès) A Continent Astray: Europe, 1970-1978, New York : Oxford University Press, 1979. ISBN 0-19-502510-5
- (anglès) The Missing Years: a Novel, Boston : Little, Brown, 1980. ISBN 0-316-51472-1
- (anglès) The Terrible Secret: Suppression of the Truth about Hitler's « Final Solution », Boston; Toronto : Little, Brown, 1980. ISBN 0-316-51474-8.
- (anglès) The Political Psychology of Appeasement: Finlandization and Other Unpopular Essays, New Brunswick, N.J. : Transaction Books, 1980. ISBN 0-87855-336-3
- (anglès) America, Europe, and the Soviet Union: Selected Essays, New Brunswick, N.J. : Transaction Books, 1983. ISBN 0-87855-362-2
- (anglès) Looking Forward, Looking Back: a Decade of World Politics, New York : Praeger, 1983. ISBN 0-03-063422-9
- (anglès) Germany Today: A Personal Report, Boston : Little, Brown, 1985 ISBN 0-316-51453-5
- (anglès) A World of Secrets: the Uses and Limits of Intelligence, New York : Basic Books, 1985. ISBN 0-465-09237-3
- (anglès) Co-écrit avec Richard Breitman, Breaking The Silence, New York : Simon and Schuster, 1986. ISBN 0-671-54694-5
- (anglès) The Age of Terrorism, Boston; Toronto : Little, Brown, 1987. ISBN 0-316-51478-0
- (anglès) The Long Road to Freedom: Russia and Glasnost, Collier Books, 1989. ISBN 0-02-034090-7
- (anglès) Soviet Realities: Culture and Politics from Stalin to Gorbachev, New Brunswick, U.S.A. : Transaction Publishers, 1990. ISBN 0-88738-302-5
- (anglès) Stalin: the Glasnost Revelations, New York : Scribner's, 1990. ISBN 0-684-19203-9
- (anglès) Co-écrit avec John Erickson, Soviet Union 2000: Reform or Revolution ?, New York : St. Martin's Press, 1990. ISBN 0-312-04425-9
- (anglès) Thursday's Child Has Far to Go: A Memoir of the Journeying Years, Scribner, 1992. ISBN 0-684-19421-X
- (anglès) Europe In Our Time: A History, 1945-1992, New York : Viking, 1992. ISBN 0-670-83507-2
- (anglès) Black Hundreds: the Rise of the Extreme Right in Russia, New York : HarperCollins, 1993. ISBN 0-06-018336-5
- (anglès) The Dream That Failed: Reflections on the Soviet Union, New York : Oxford University Press, 1994. ISBN 0-19-508978-2
- (anglès) Fascism: Past, Present, Future, New York : Oxford University Press, 1996. ISBN 0-19-509245-7
- (anglès) Fin de Siècle and Other Essays on America & Europe, New Brunswick, N.J.; Londres, UK : Transaction Publishers, 1997. ISBN 1-56000-261-1
- (anglès) Guerrilla Warfare: A Historical and Critical Study, Transaction Publishers, 1997. ISBN 0-7658-0406-9
- (anglès) Origins of Terrorism: Psychologies, Ideologies, Theologies, States of Mind, Woodrow Wilson Center Press, 1998. ISBN 0-943875-89-7
- (anglès) The New Terrorism: Fanaticism and the Arms of Mass Destruction, New York : Oxford University Press, 1999. ISBN 0-19-511816-2
- (anglès) Generation Exodus: the Fate of Young Jewish Refugees From Nazi Germany, Hanover, NH; Londres : University Press of New England [for] Brandeis University Press, 2001. ISBN 1-58465-106-7
- (anglès) No End to War: Terrorism in the Twenty-first Century, New York : Continuum, 2003. ISBN 0-8264-1435-4
- (anglès) Voices of Terror: Manifestos, Writings and Manuals of Al Qaeda, Hamas, and Other Terrorists from Around the World and Throughout the Ages, Sourcebooks, Inc, 2004. ISBN 1-59429-035-0
- (anglès) « Dying for Jerusalem »: The Past, Present and Future of the Holiest City, Sourcebooks, Inc, 2006. ISBN 1-4022-0632-1
- (anglès) The Changing Face of Antisemitism: From Ancient Times to the Present Day, Oxford University Press, 2006. ISBN 0-19-530429-2
- (anglès) The Last Days of Europe: Epitaph for an Old Continent, Thomas Dunne Books, 2007. ISBN 0-31-236870-4

### Com a editor
- (anglès) Co-editat amb George Lichtheim, The Soviet Cultural Scene, 1956-1957, New York : Praeger, 1958.
- (anglès) Co-editat amb Leopold Labedz, Polycentrism: the New Factor in International Communism, New York : Praeger, 1962.
- (anglès) Co-editat amb George L. Mosse, 1914: The Coming of the First World War, New York, Harper & Row 1966.
- (anglès) Co-editat amb George L. Mosse, Education and Social Structure in the Twentieth Century, New York, Harper & Row, 1967.
- (anglès) Co-editat amb Bernard Krikler, A Readers Guide to Contemporary History, Londres : Weidenfeld and Nicolson, 1972. ISBN 0-297-99465-4
- (anglès) Co-editat amb George L. Mosse, Historians in Politics, Londres : Sage Publications, 1974. ISBN 0-8039-9930-5
- (anglès) (ed.), Fascism: a Reader's Guide: Analyses, Interpretations, Bibliography, Berkeley : University of California Press, 1976. ISBN 0-520-03033-8
- (anglès) (ed.), The Guerrilla Reader: a Historical Anthology, Philadelphia : Temple University Press, 1977. ISBN 0-87722-095-6
- (anglès) (ed.), The Terrorism Reader: a Historical Anthology, Philadelphia : Temple University Press, 1978. ISBN 0-87722-119-7
- (anglès) Co-editat amb Barry Rubin, The Human Rights Reader, Philadelphia : Temple University Press, 1979. ISBN 0-87722-170-7
- (anglès) (ed.), The Second World War: Essays in Military and Political History, Londres : Sage Publications, 1982. ISBN 0-8039-9780-9
- (anglès) (ed.), The Pattern of Soviet Conduct in the Third World, New York, N.Y. : Praeger, 1983. ISBN 0-03-063944-1
- (anglès) Co-editat amb Barry Rubin, The Israel-Arab Reader: a Documentary History of the Middle East Conflict, New York, N.Y. : Penguin Books, 1984. ISBN 0-14-022588-9
- (anglès) Co-editat avec Robert Hunter, European Peace Movements and the Future of the Western Alliance, New Brunswick, U.S.A.: Transaction Books, 1985. ISBN 0-88738-035-2
- (anglès) Co-editat amb Brad Roberts, America in the World, 1962-1987: a Strategic and Political Reader, New York : St. Martin's Press, 1987. ISBN 0-312-01318-3
- (anglès) Co-editat amb Judith Tydor Baumel, The Holocaust Encyclopedia, Yale University Press, 2001. ISBN 0-300-08432-3